# 666 (アフロディテス・チャイルドのアルバム)
『666 - アフロディテス・チャイルドの不思議な世界』（666）は、アフロディテス・チャイルドのアルバム。

## 収録曲
ディスク1
1. システム - The System (0:23)
2. バビロン - Babylon (2:47)
3. ラウド、ラウド、ラウド - Loud, Loud, Loud (2:42)
4. 4人の騎手 - The Four Horsemen (5:53)
5. 子羊 - The Lamb (4:34)
6. 第7の封印 - The Seventh Seal (1:30)
7. エーゲ海 - Aegian Sea (5:22)
8. 7つの鉢 - Seven Bowls (1:28)
9. 獣の目覚め - The Wakening Beast (1:11)
10. かなしみ - Lament (2:45)
11. 獣の行進 - The Marching Beast (2:00)
12. イナゴの戦い - The Battle Of The Locusts (0:56)
13. やっつけろ - Do It (1:44)
14. 苦難 - Tribulation (0:32)
15. 獣 - The Beast (2:26)
16. OFIS (0:14)

ディスク2
1. 7つのトランペット - Seven Trumpets (0:35)
2. アルタモント - Altamont (4:33)
3. 子羊の結婚 - The Wedding Of The Lamb (3:38)
4. 猛獣狩り - The Capture Of The Beast (2:17)
5. ∞ (5:15)
6. HIC ET NUNC (2:55)
7. 満員 - All The Seats Were Occupied (19:21)
8. ブレイク - Break (2:59)

- 日本語曲名は2004年1月14日発売の日本国内盤2枚組リマスターCD(UICY-9373/4)による。
- 1978年発売の日本国内盤2枚組LP(SFX-10014)では、LPのSIDE Aの3.（CDのディスク1の3.）の曲名は「ラウド・ラウド・ラウド」（区切りが読点でなく中黒）と、LPのSIDE Bの2.（CDのディスク1の8.）の曲名は「7つの球」となっている。

## 概要
アフロディテス・チャイルドの最後のアルバム。一旦解散したアフロディテス・チャイルドは、このアルバムを制作するために再結成した。
新約聖書のヨハネの黙示録を題材とした作品であり、ジャケットには13章18節の「666（獣の数字）」の一文が英語で記述されているのを初め、各曲の題名/歌詞などにも、「4人の騎手」や「小羊」或いは「第7の封印」など、黙示録に登場するモチーフが用いられている。
バンドはこの後解散し、プロデュース/作曲/キーボードを担当したヴァンゲリスはソロを中心とした活動に移行、ヴォーカルのデミス・ルソスもソロシンガーに転向して成功をおさめる。また、ドラマーのルカス・シデラスは新たにイプシロンというバンドでアルバムを1枚発表した後、プロデューサー業に進んだ。

## 題名
国内盤は、LP時代から『666 - アフロディテス・チャイルドの不思議な世界』とサブタイトルのある邦題が付けられている。

## リリース年
VertigoレーベルのCD(番号=838 430-2)には「(P) 1971 Polygram International Music B.V.」というクレジット記載が存在する。